# Peter Nicolai Arbo

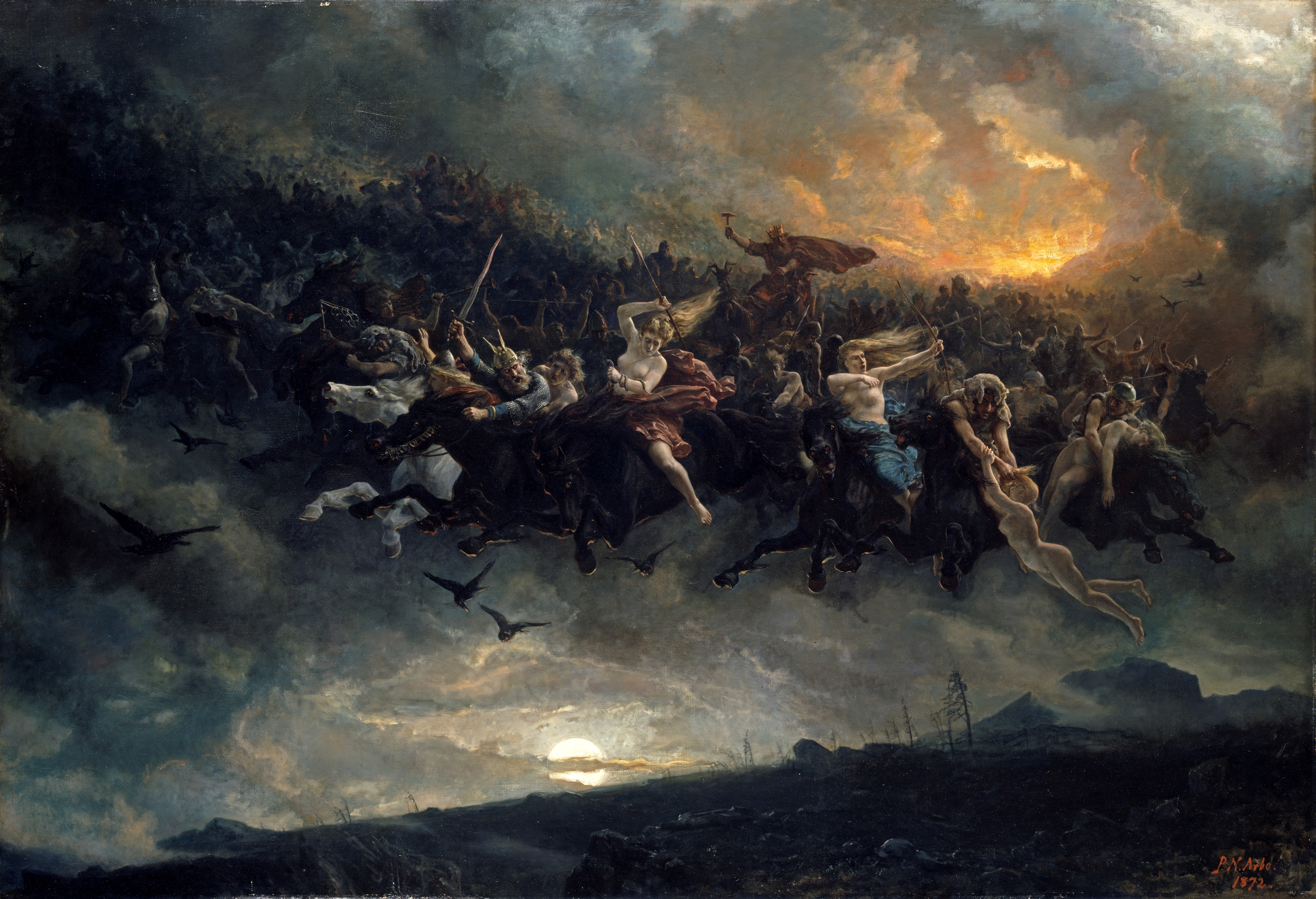
"Asgårdsreien" (1872) av Peter Nicolai Arbo.

Peter Nicolai Arbo, född den 18 juni 1831, död den 14 oktober 1892, var en norsk konstnär som framförallt blivit känd genom att ha specialiserat sig på historiska och norröna mytologiska motiv.

## Hem och familj
Peter Nicolai Arbo växte upp på Gulskogens gård vid Drammenselva. I dag ligger gården centralt i stadsdelen Gulskogen i Drammen, men på Arbos tid låg den i lantlig miljö. Arbos far var överläraren Christian Fredrik Arbo. Modern hette Marie Christiane von Rosen. Arbos bror, Carl Oscar Eugen Arbo, var militärläkare och banbrytande inom norsk antropologisk forskning, speciellt inom studiet av kort- och långskallighet.
Arbosläkten kan härledas till Ærø i Danmark, och namnet Arbo är troligtvis en avledning av Arøbo. Släkten kom till Norge med Peter Arbo (1689–1761) som startade ett virkesprojekt på Strømsø i nuvarande Drammen.

## Utbildning och konstnärsliv
Arbo började sin konstutbildning med att vara ett år vid Helsteds Tegneskole i Köpenhamn 1851–1852. Efter det reste han till Düsseldorf och studerade vid konstakademin där från 1852. Åren 1853–1855 studerade Arbo under Karl Ferdinand Sohn, professor i figurmåleri, och 1857–1858 under Johann Emil Hünten, som var djurmålare. Under Hünthen var det särskilt hästmålerier Arbo arbetade med, och han utvecklades till en utmärkt skildrare av hästar. 
I Düsseldorf var han en tid privatelev hos historiemålaren Otto Mengelberg. Han hade också kontakt med Adolph Tidemand och blev god vän med Hans Fredrik Gude. Tidemand och Gude var båda professorer vid konstakademin i Düsseldorf. 
År 1861 flyttade Arbo hem till Norge och gav sig året efter ut på en studieresa i hemlandet tillsammans med Gude och Frederik Collett. 1863 målade han den första versionen av Hesteflokk på høyfjellet, ett motiv han senare återkom till flera gånger. Versionen från 1889 finns idag på Nasjonalgalleriet i Oslo och räknas bland Ardos viktigaste verk.
Mellan 1863 och 1871 bodde Arbo för det mesta i Paris. Han gifte sig som 43-åring 1882 med den 23 år yngre konstutbildade Eliza Thomas (1854–1921) i Meudon utanför Paris. De bosatte sig på Oscarsgate 43 i Oslo (dåvarande Kristiania). Arbo finns representerad vid bland annat Nationalmuseum i Stockholm.

## Arbo som illustratör

### "Axvalla-album"
Efter uppdrag från förläggaren Christian Tønsberg tecknade Arbo olika motiv från den stora norsk-svenska militärövningen vid Axvalla 1858. Från teckningarna utarbetade han tio litografier: "Borgen med omgivelser", "Udsigt over den vestlige delen av leiren", "Bivoukscene", "St Hans Aftens-fornøielse", "Rast i skoven", "Parti af fægtningen" (två planscher), "Parti af cavalleri-leiren", "Gudstjenesten" og "Parti af den store defilering".
Albumet kom ut 1858 och på titelbladet stod: Axvalla-album : en Cyklus Mindeblade tegnede af P. N. Arbo ; og ledsagede med en oplysende Text; udgivet og forlagt af Chr. Tønsberg.

### "Billeder af Norges Historie"
1860 gav Christian Tønsberg ut Billeder af Norges Historie, en kortversion av P. A. Munchs Det norske folks historie. Detta var tänkt som ett större verk från början, men 1860 hade Tønsberg ekonomiska svårigheter (mycket på grund av just P. A. Munchs Det norske folks historie) och bildverket utkom bara med ett häfte. 
Arbo levererade tre akvareller till Tønsberg som grund för häftet: "Olav Tryggvasons ankomst til Norge", "Olav Tryggvason kåres til konge på Øreting" och "Olav den helliges fall i slaget på Stiklestad".
På titelbladet stod det Billeder af Norges Historie tegnede af P.N. Arbo og ledsagede af en kort oplysende Text efter P.A. Munch.

### "Norske Folke og Huldre-Eventyr"

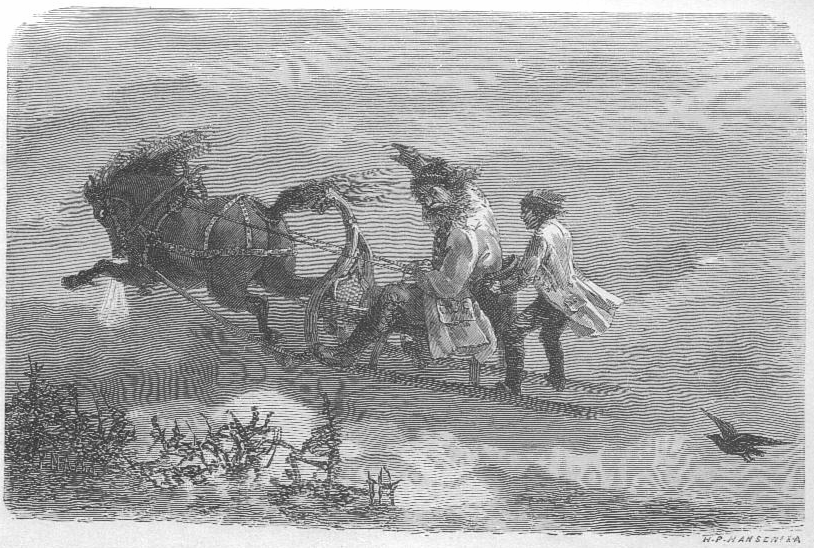
"Jutulen og Johannes Blessom".

1879 utkom Asbjørnsens och Moes Norske Folke og Huldre-Eventyr illustrerad av norska konstnärer som ett tvåbandsverk. Band I innehåller Norske Folke og Huldre-Eventyr i udvalg ved P. Chr. Asbjørnsen illustrerat av bland andra Hans Gude, Otto Sinding, Adolph Tidemand, Erik Werenskiold och Peter Nicolai Arbo. Bara två av teckningarna är Arbos, en till "Per Gynt" och en till "Jutulen og Johannes Blessom". I senare utgåvor av sagorna, som "Norske kunstneres billedutgave" från 1939, är originalteckningarna återgivna utan att ha gått omvägen via stick, och där finns också några fler Arbo-illustrationer.

### "Billeder til Norgeshistorien for Skolen og Hjemmet"

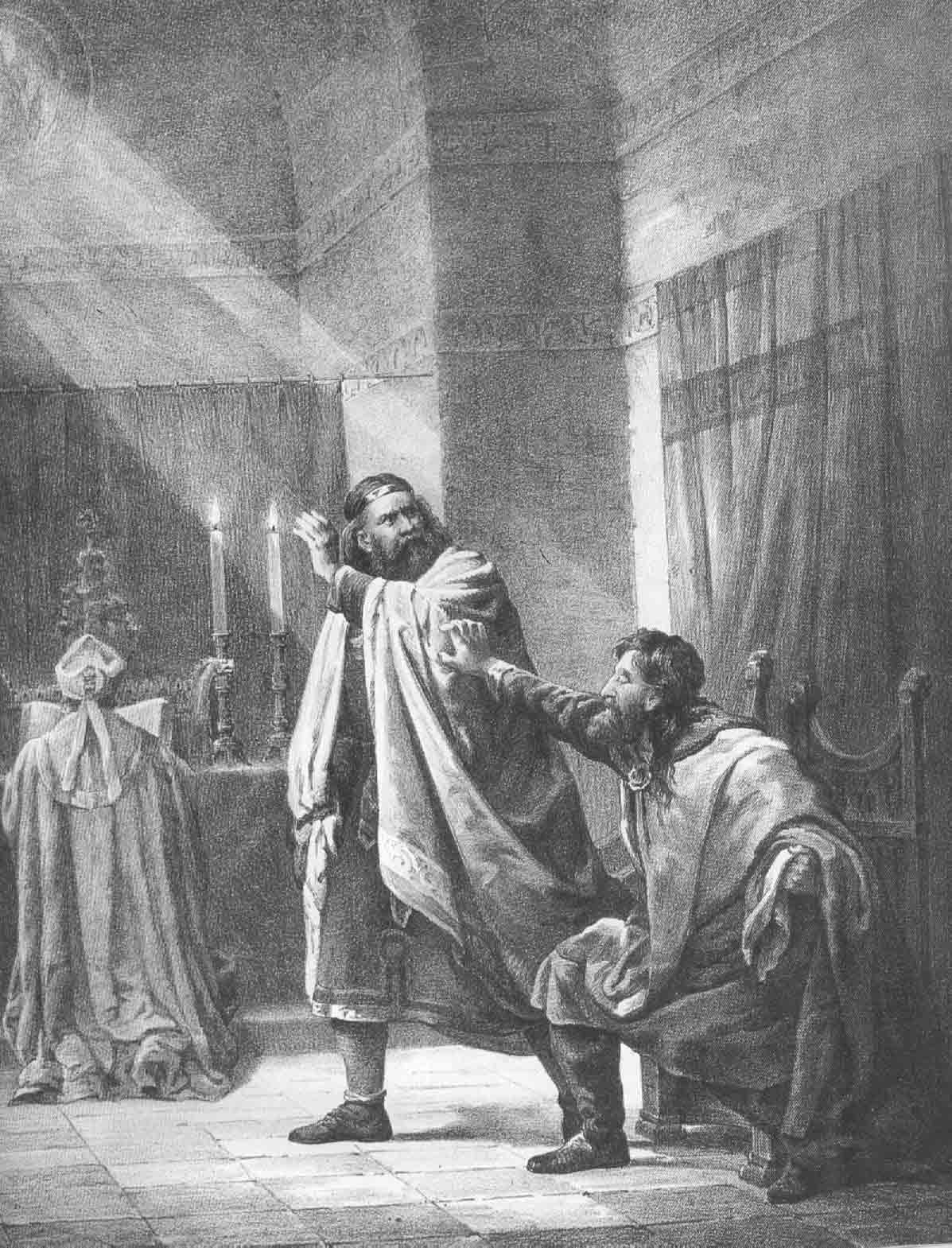
"Olav den hellige og kong Rørek".

Förläggaren Asbjørn Knutsen tog i Billeder til Norgeshistorien for Skolen og Hjemmet åter upp idén från Christian Tønsbergs Billeder af Norges Historie. Arbo levererade elva teckningar till verket, och fick här chans att använda några av de arbeten som Tønsberg inte använde.

## Galleri

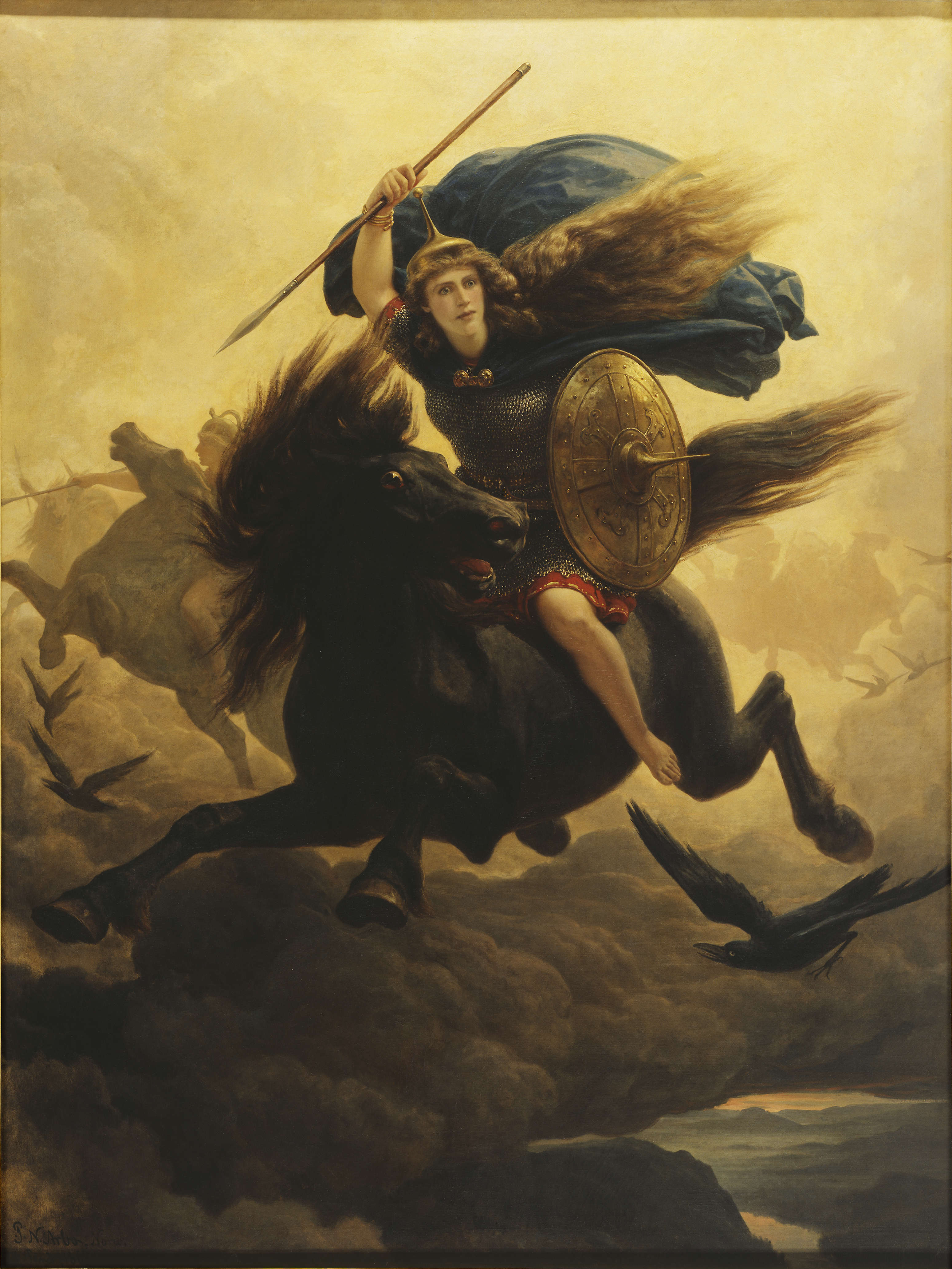
Valkyria, 1865
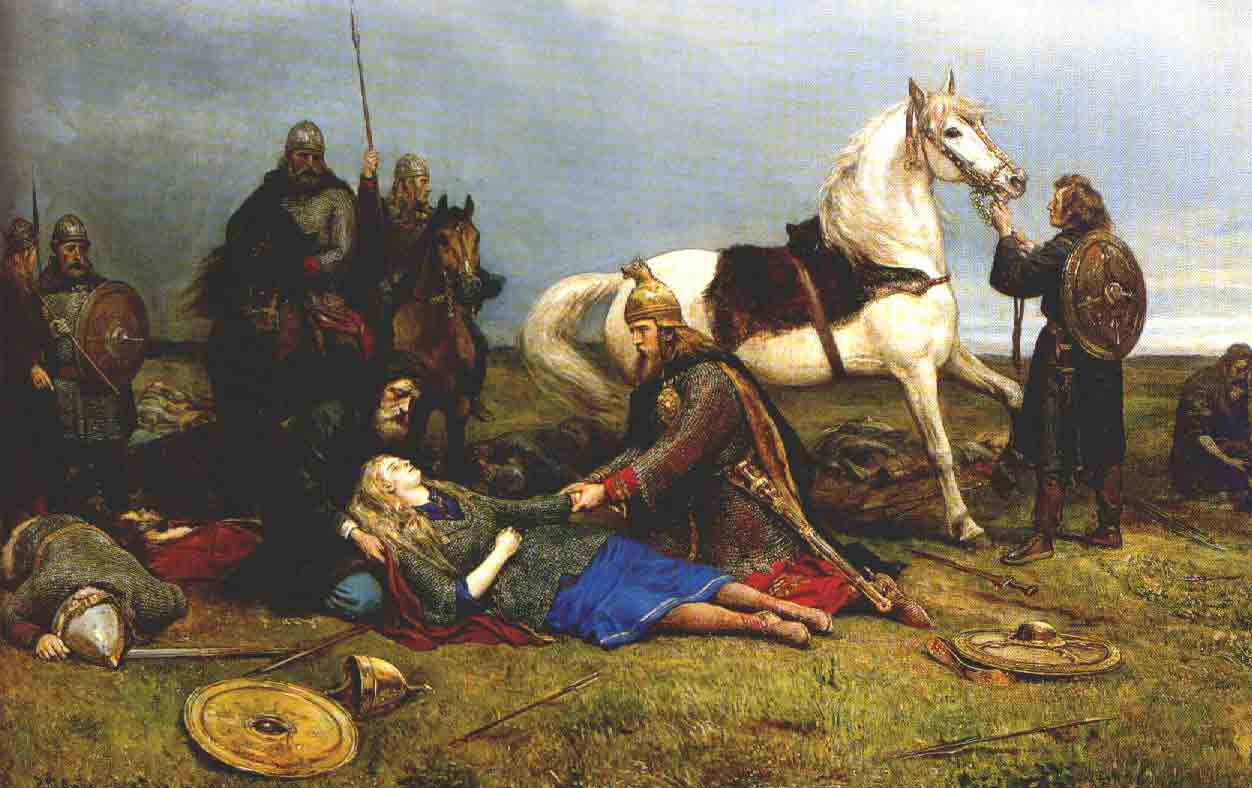
Hervors död
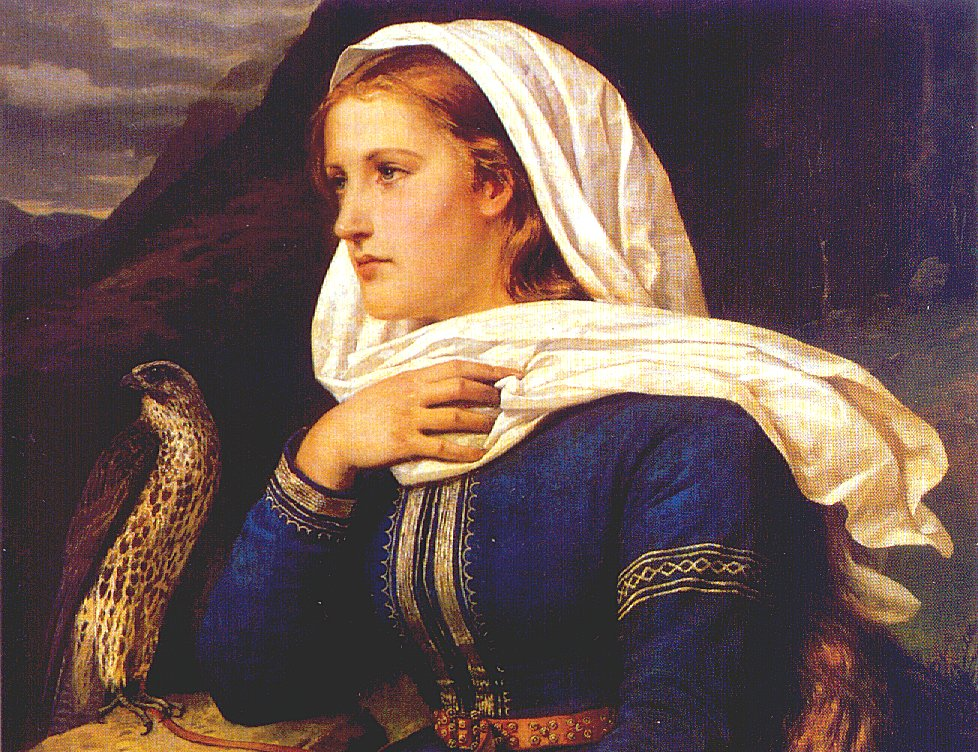
Ingeborg, Frithjofs elskede (1868)
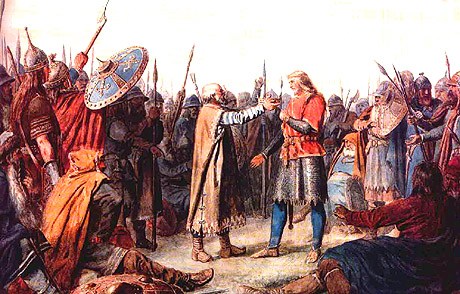
Olav Tryggvason
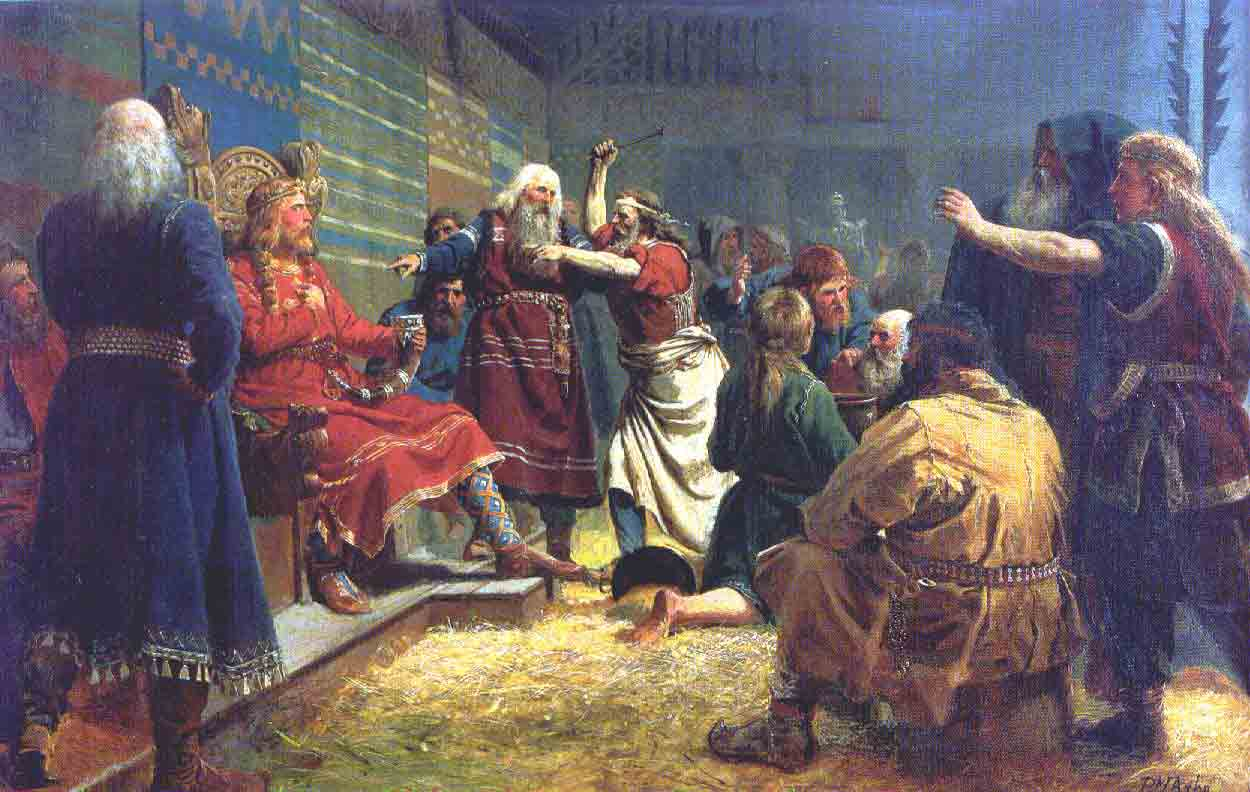
Håkon den gode, 1860
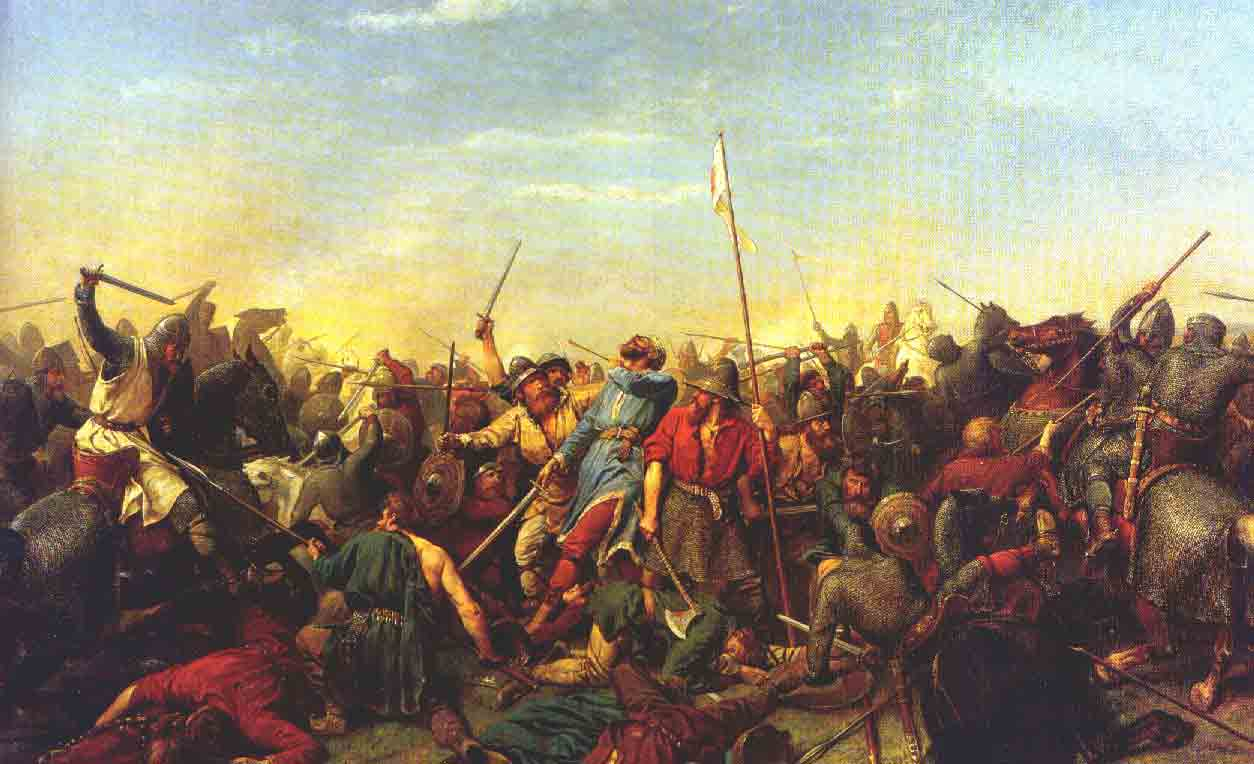
Slaget vid Stamford Bridge
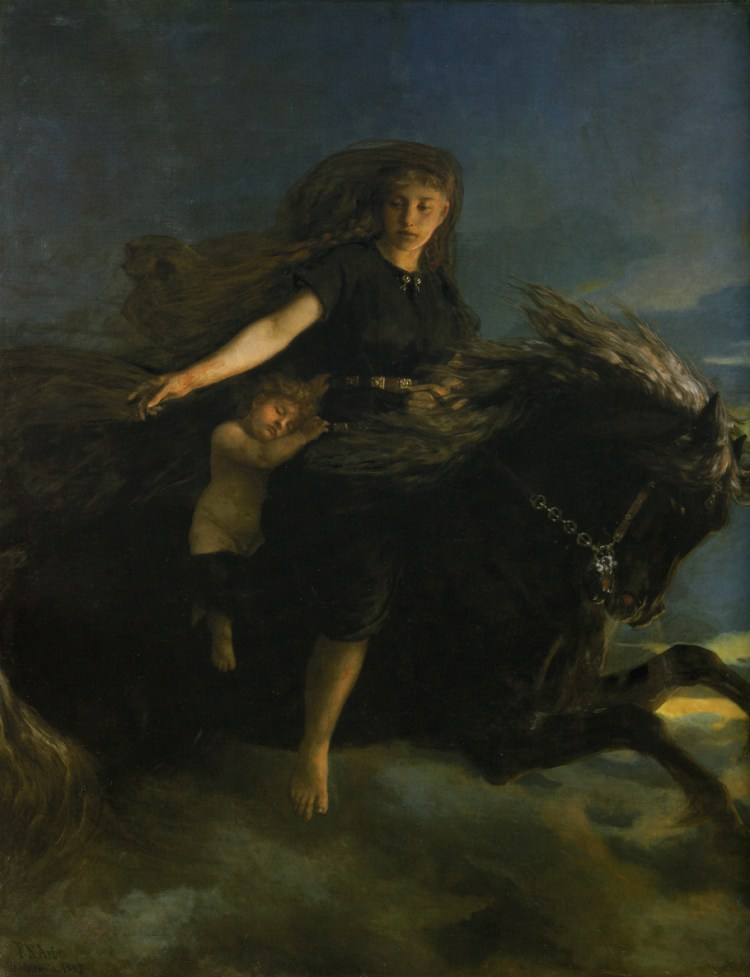
Nótt
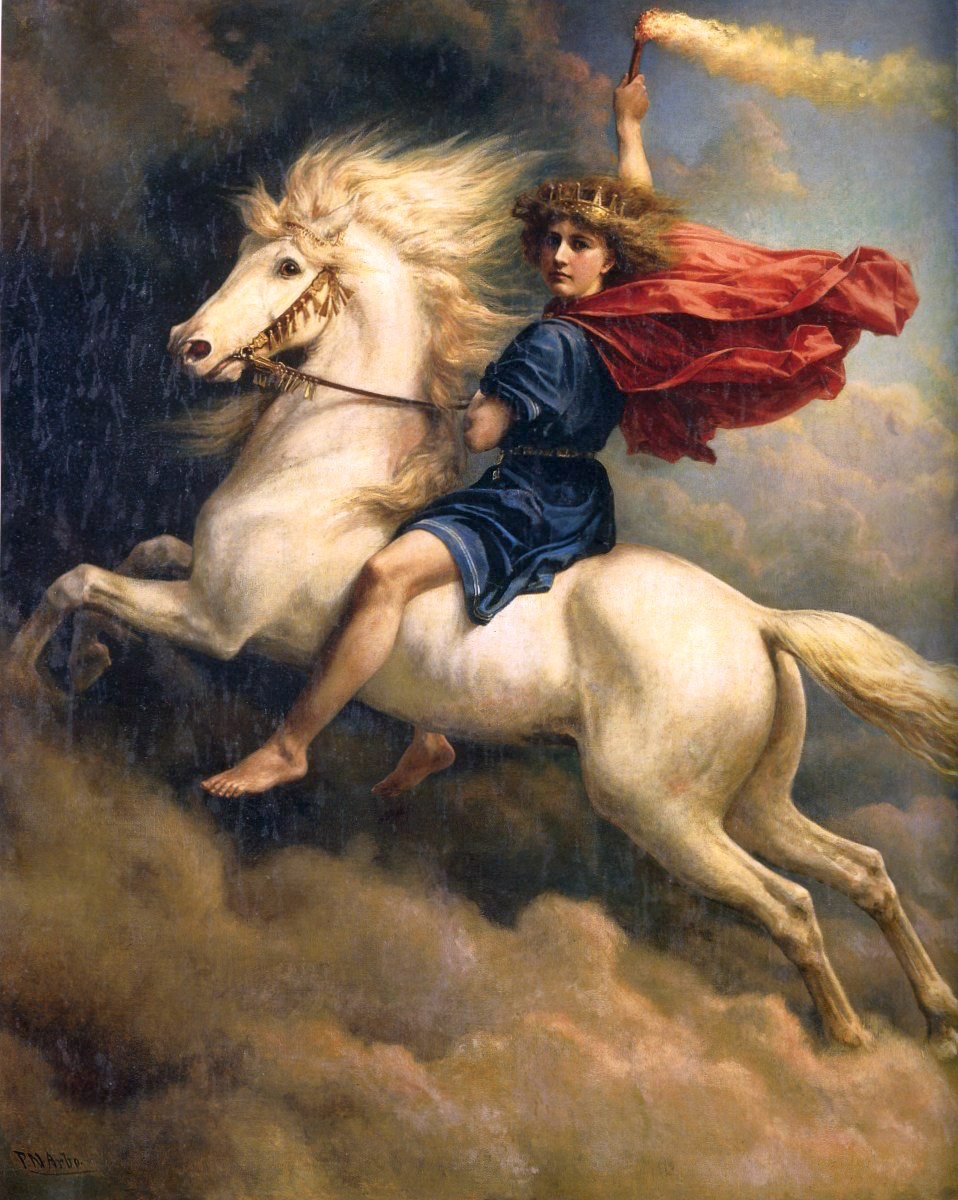
Dagr